# گرجان
گرجان روستایی است که در استان اردبیل، شهرستان اردبیل، بخش مرکزی، دهستان سردابه قرار دارد.

## جمعیّت
بر اساس سرشماری سال ۱۳۸۵ جمعیّت این روستا ۹۳۶ نفر با ۲۳۵ خانوار بوده‌است.